# Raymond Robertson (homme politique)
Pour les articles homonymes, voir Robertson.
Raymond Scott Robertson (né le 11 décembre 1959 à Hamilton, en Écosse) est un homme politique conservateur écossais.

## Jeunesse
Il fait ses études à l'Université de Glasgow et obtient une maîtrise ès arts avec distinction en histoire moderne et en politique. Au cours des années 1980, il enseigne les études modernes à la Dumbarton Academy et à la Smithycroft Secondary School dans l'East End de Glasgow.

## Carrière parlementaire
Après s'être présenté sans succès à Clydesdale en 1987, il est choisi comme candidat du Parti conservateur et unioniste écossais pour Aberdeen South. En 1992, il est élu député pour Aberdeen South, battant à la surprise générale le travailliste Frank Doran, qui occupe le siège depuis 1987. En 1995, il est nommé ministre de l'Éducation, du Logement, de la Pêche et des Sports au Scottish Office, poste qu'il occupe jusqu'aux élections générales de 1997 au Royaume-Uni.

## Après le Parlement
Après avoir perdu le siège d'Aberdeen Sud au profit d'Anne Begg du Parti travailliste aux élections générales de 1997, il devient président du Parti conservateur et unioniste écossais. En 2001, il démissionne après s'être présenté sans succès dans la circonscription d'Eastwood aux élections générales de 2001 et la démission subséquente de William Hague, alors chef du Parti conservateur.
Après la politique, il devient directeur fondateur de Halogen Communications Ltd, un cabinet de conseil en affaires publiques et relations publiques avec des bureaux à Édimbourg et à Washington, DC.